# Fluorit
Fluorit eller flusspat är ett mineral som innehåller kalciumfluorid (CaF2). Det har inte varit så populärt som ädelsten då den är för mjuk och inte har tillräckligt bra ljusbrytning. Idag är tillgången desto större i olika stenaffärer framförallt med anknytning till kristallhealing.
Den förekommer i oktaederform eller kubisk form. Färgen varierar, vanligt är grön, violett, gul och blå, men ren kalciumfluorid är färglös. Röntgenstrålning kan förändra färgen. 
Fluoriten har hårdheten 4 på mohs hårdhetsskala.
Fluoriten används inom industrin som smältpunktssänkande medel (flussmedel), till exempel vid emaljering, och metallframställning. Andra användningsområden är glas- och keramiktillverkning. Det är också råmaterial för tillverkning av fluorvätesyra.
Inom glastillverkningen används det dels som grumlande komponent i visst opalglas (flussglas), dels i mindre mängder i viss glasmassa som luttringsmedel för att underlätta smältans homogenisering.
Kalciumfluorid används i vetenskapliga instrument som fönster för ultraviolett ljus.
Fluoriten kan hittas i mineraliserade ådror ofta tillsammans med andra metalliska mineral, men oftast med kalksten.
Betydande fyndigheter finns i Wölsendorf i Tyskland, Österrike, Italien, Frankrike, Norge, USA, Sydafrika och Cumberland och Derbyshire i England där den enda förekomsten finns av Blue John.
Särskilt vackra kristaller av flusspat förekommer bland annat i Böhmen i Tjeckien, Schweiz, Österrikiska Tyrolen och Norge. Stora producenter av flusspat är Kina, Mexiko och Mongoliet.
I Sverige förekommer flusspat bland annat i Brantevik, Onslunda och Gladsax (naturreservatet Impan) i Skåne län, Yxsjöberg i Örebro län, Blaiken i Västerbottens län och Laisvall i Norrbottens län.
Fluorit kan framställas genom neutralisation mellan fluorvätesyra och kalciumhydroxid enligt formeln 2HF + Ca(OH)2 → CaF2 + 2H2O.

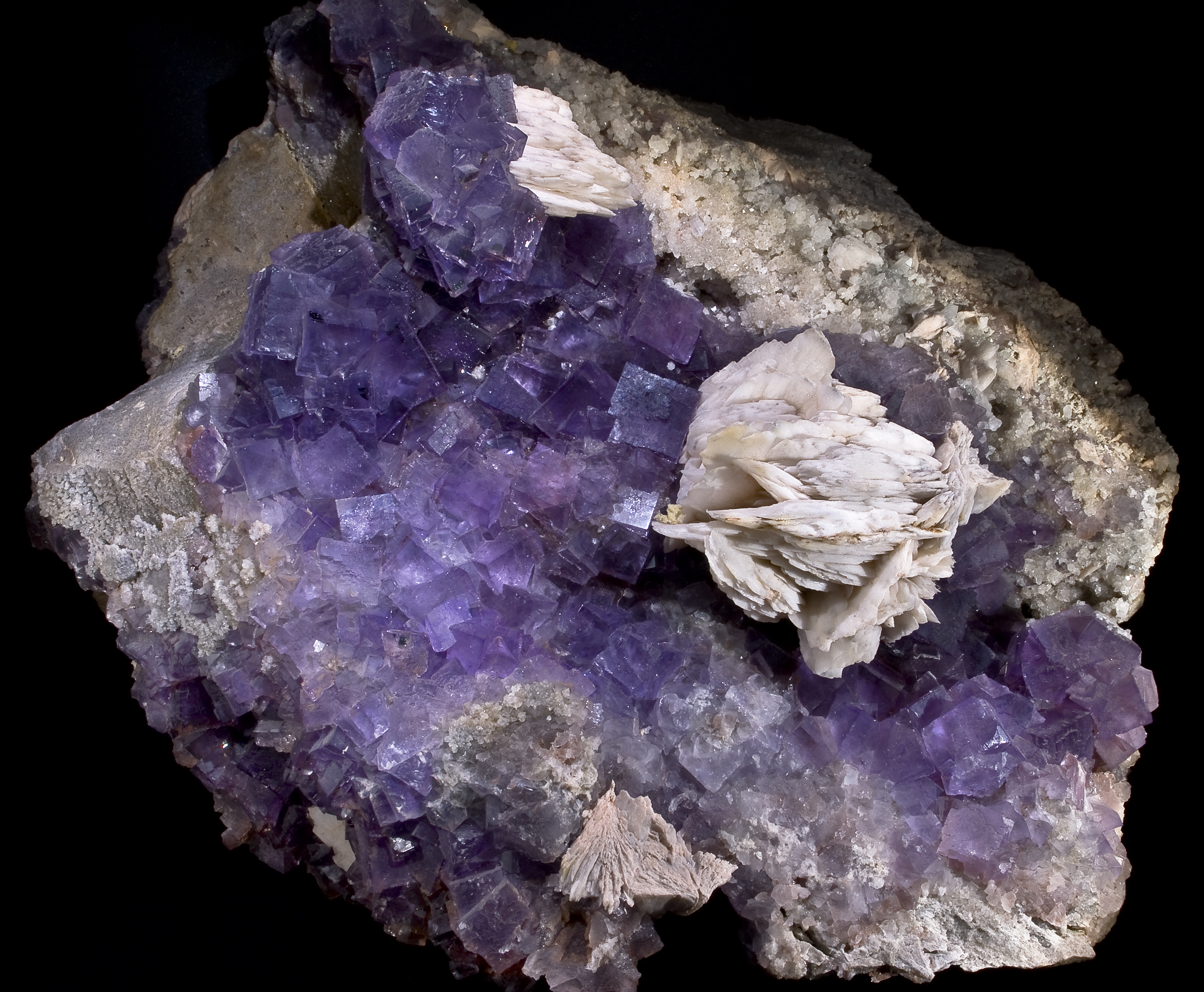
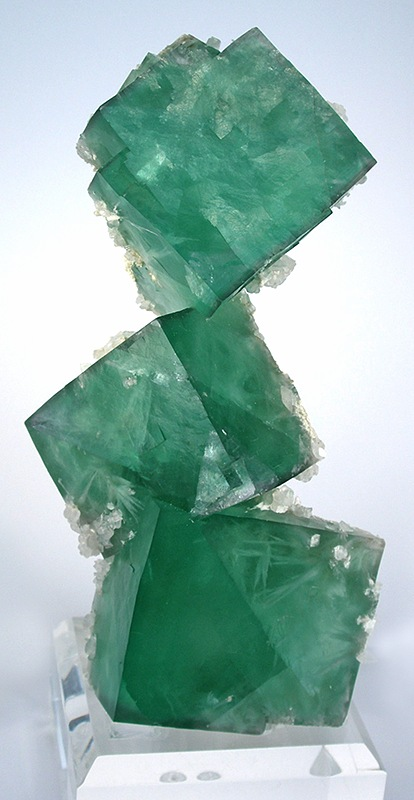
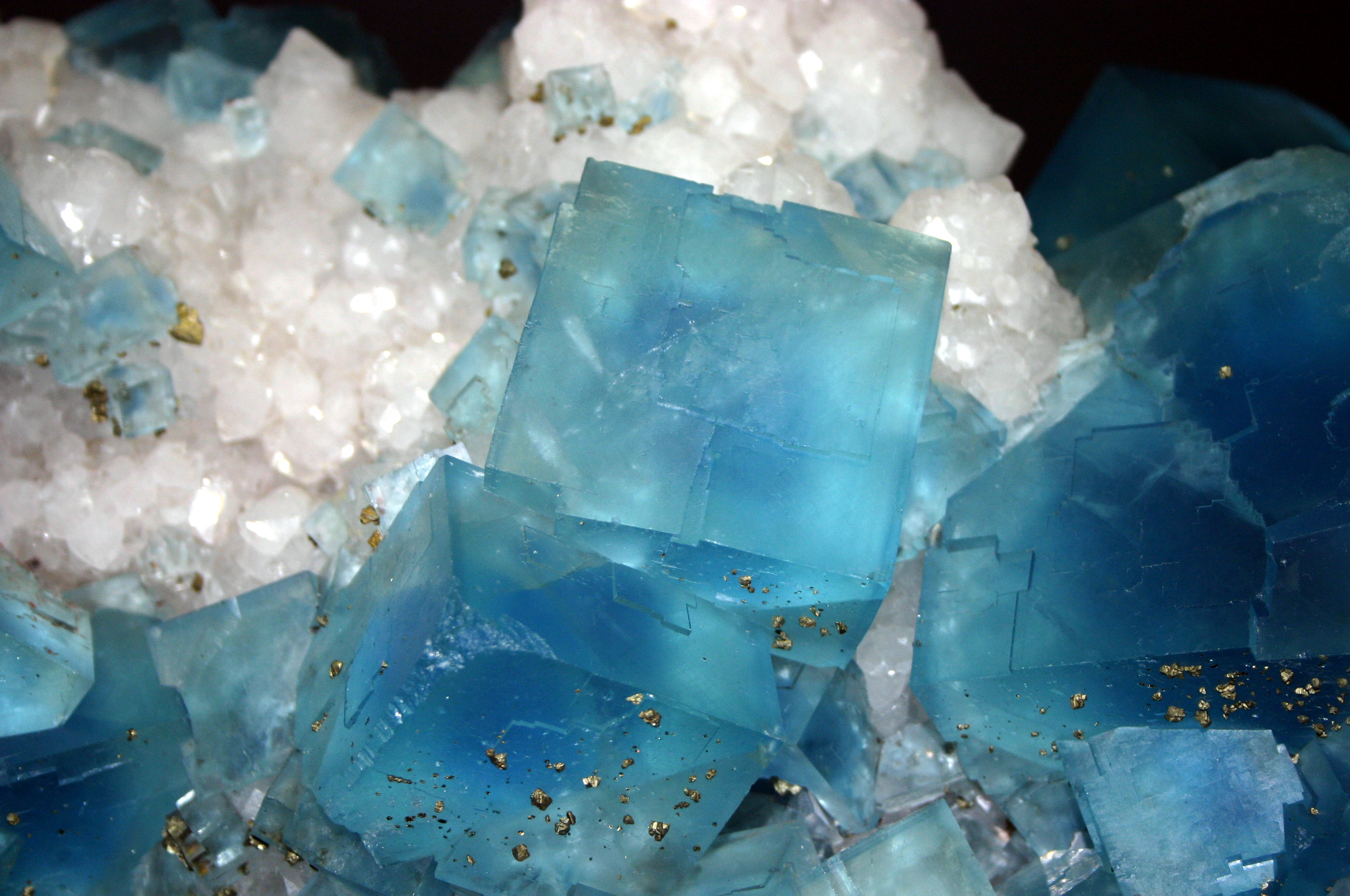
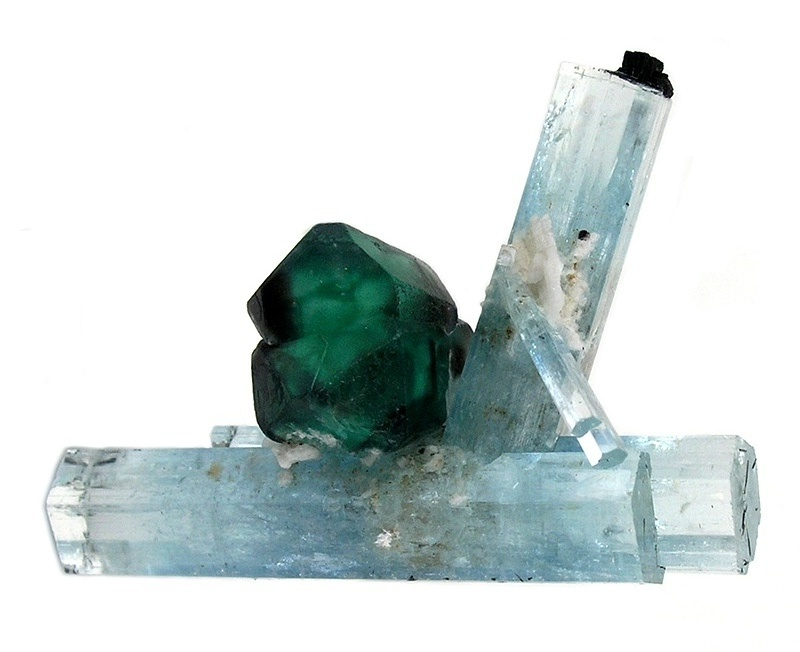
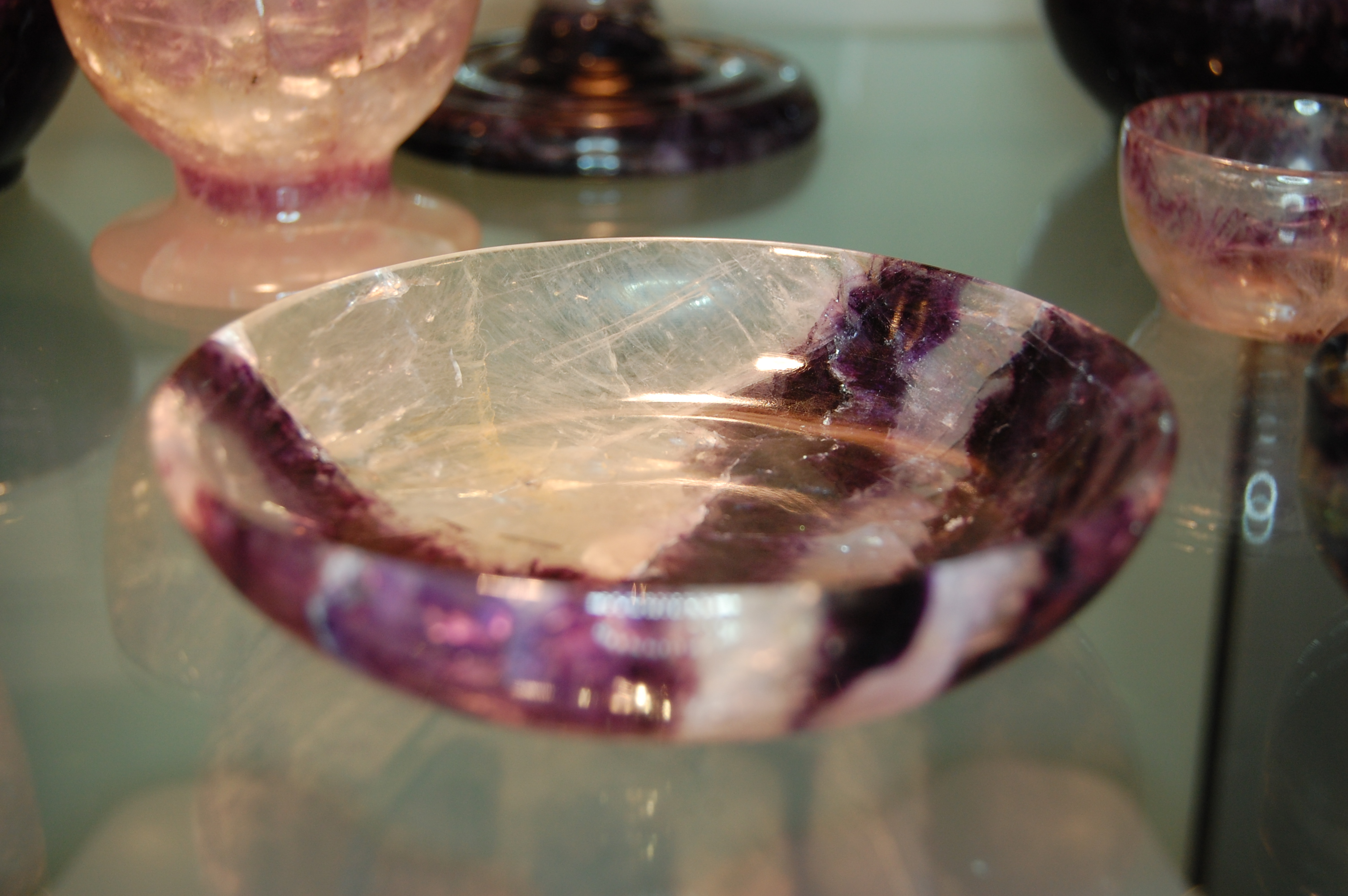
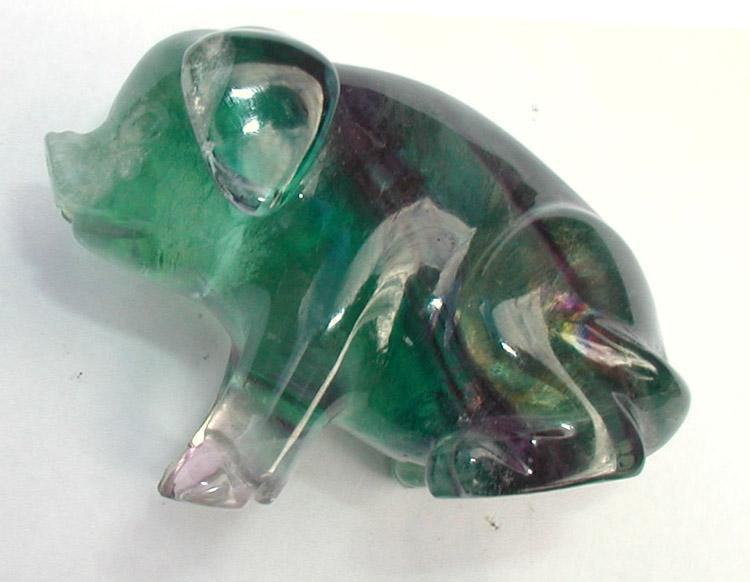
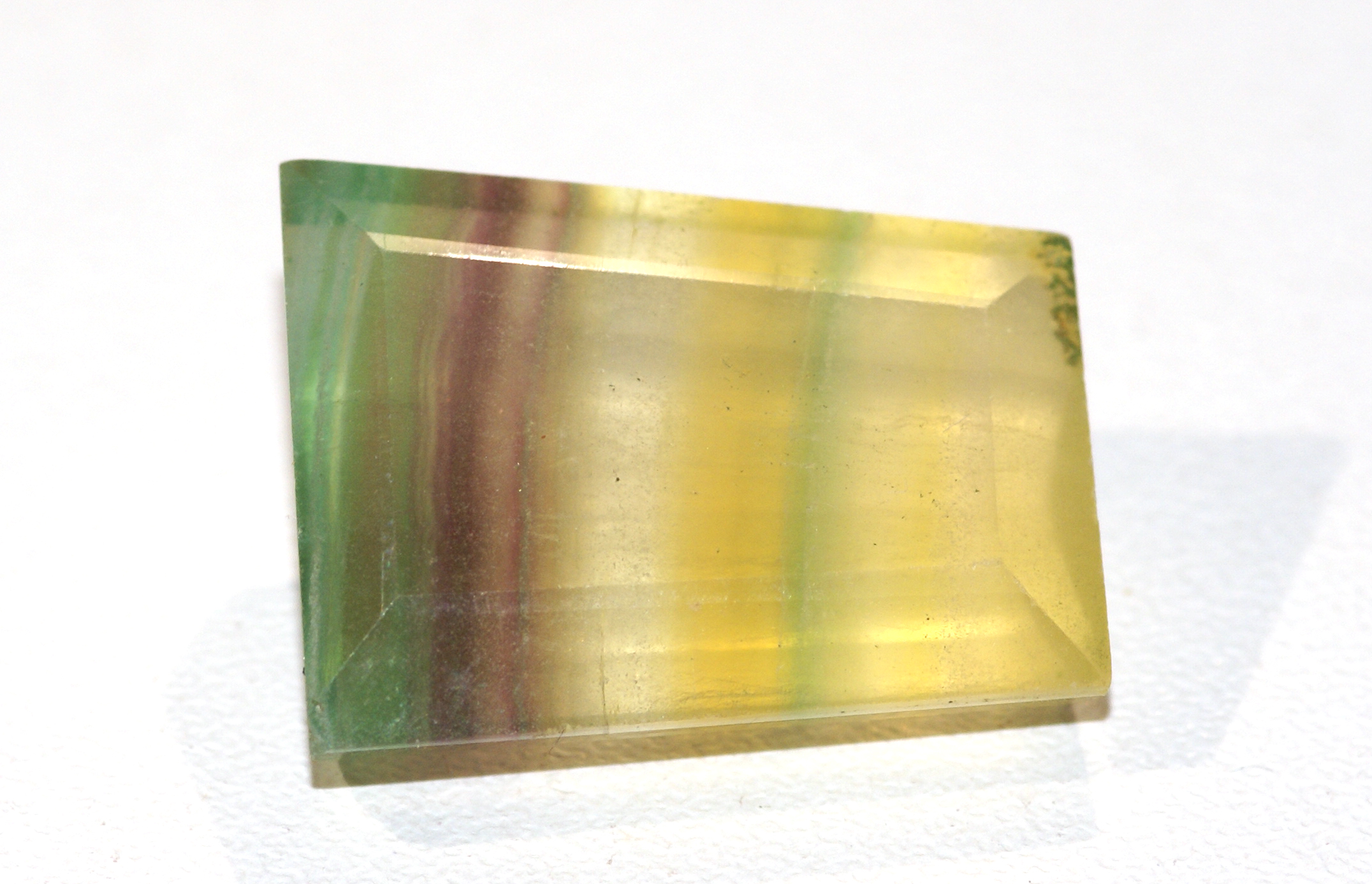
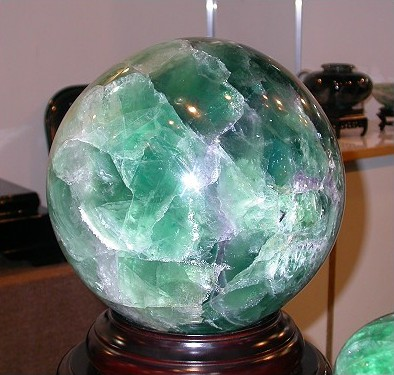